# 45號公路 (以色列)
45號公路（希伯來語：כביש 45）為以色列的一條公路。西起吉夫阿特泽埃夫交叉口（צומת גבעת זאב）的436號道路／443號道路，東至耶路撒冷境內的機場街（רחוב נמל התעופה），全長4.7公里。

## 公路描述
45號公路以吉夫阿特泽埃夫交叉口為起點，在此處設有一座交通號誌，並銜接443號道路。自起點至阿塔洛特交叉口之路段屬於四車道高速公路。此公路行進至阿塔洛特交叉口後銜接50號公路（創始大道），接著左轉90度並接續朝東行進，車道也逐漸縮減為二車道，之後通過阿塔洛特工業園區（פארק תעשייה עטרות）以及已關閉的阿塔洛特機場後與機場街（רחוב נמל התעופה）交接，即是45號公路之終點。然而自45號公路終點至60號公路（卡蘭蒂雅檢查哨附近）之間長達0.6公里的路段非為45號公路的一部分。

## 歷史

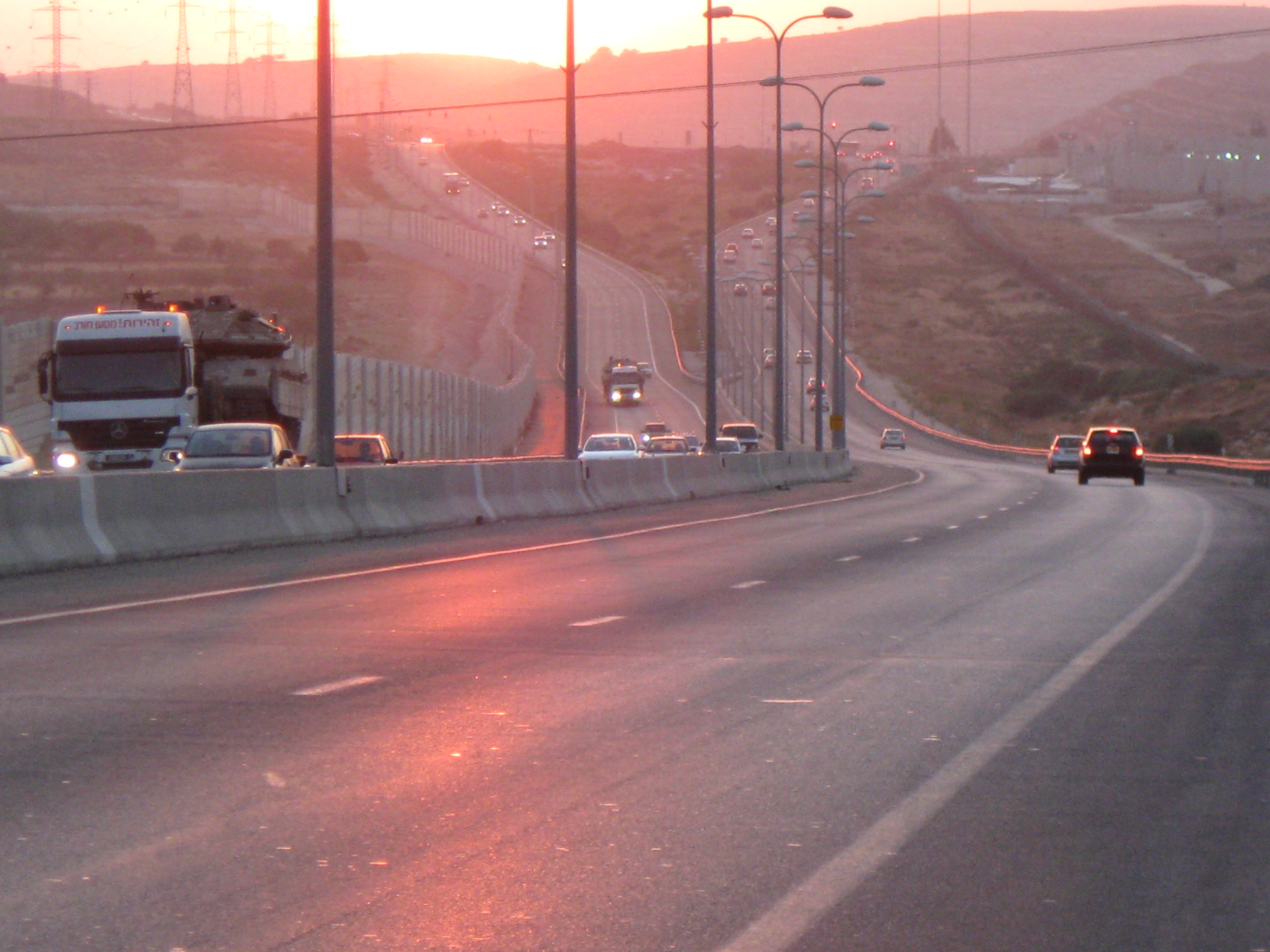
從吉夫阿特澤埃夫交叉口向西行駛45號公路

1990年代前期，以色列交通與道路安全部計畫從本-古里安国际机场附近之1号公路至耶路撒冷阿塔洛特工業園區之間興建45號公路，途經約旦河西岸地區的拜特和崙北部以及上拜特歐爾，但由於政治因素，且當前443號道路也正好通過這些城鎮的南部而作罷，剩下的一小段，即吉夫阿特澤埃夫至阿塔洛特之間路段，已於2003年竣工。1990年代道路挖掘時所留下的痕跡至今仍可在吉夫阿特澤埃夫交叉口西北方看見。
此外也構想將45號公路從阿塔洛特向東延伸到437號道路，但該計畫受限於西岸隔離牆以及位於阿塔洛特東方的卡蘭蒂雅檢查哨，因此能解決此問題的辦法似乎只能興建隧道和橋梁。當前可通往437號道路的替代道路位於此公路南方的20號耶路撒冷道路。
45號公路遠期計畫為將路線向東延伸至死海北部的约旦邊界，來連接通往安曼的道路系統。

## 主要交會點（由西向東）

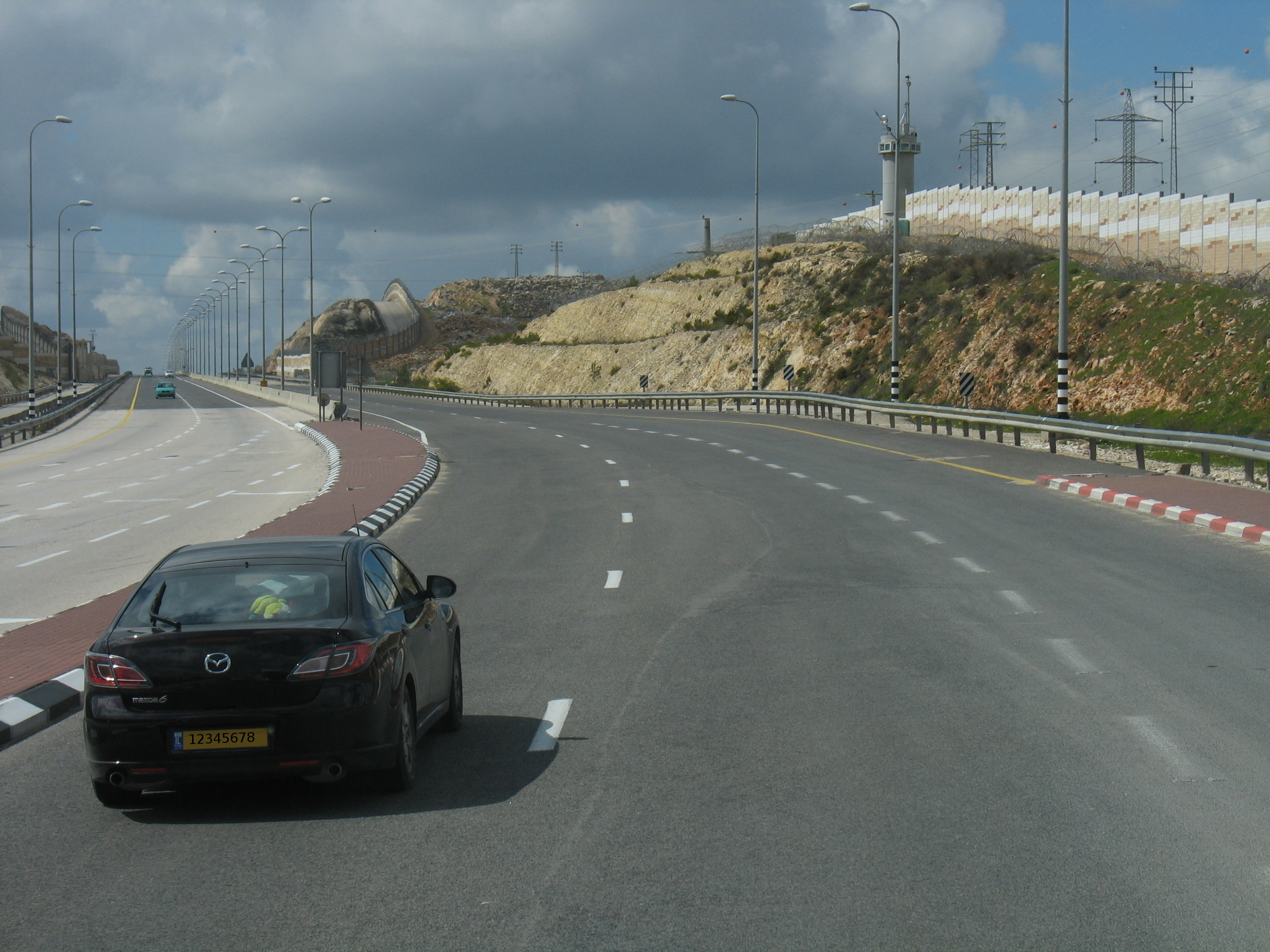
從阿塔洛特交叉口向西行駛45號公路

| 里程 （km） | 名稱                                   | 交會型式   | 地點                                    | 交會點                |
| ----------- | -------------------------------------- | ---------- | --------------------------------------- | --------------------- |
| 0           | צומת גבעת זאב （吉夫阿特澤埃夫交叉口） | 有號誌路口 | 吉夫阿特泽埃夫 奧佛爾監獄               | 443號道路 436號道路   |
| 3.3         | צומת עטרות （阿塔洛特交叉口）          | 有號誌路口 | 阿塔洛特                                | 50號公路 （創始大道） |
| 4.1         |                                        | 圓環       | 阿塔洛特工業園區 阿塔洛特機場（已關閉） | 阿塔洛特街            |
| 4.7         |                                        | 圓環       | 阿塔洛特                                | 機場街                |